# BMW Open 2021
BMW Open 2021 — тенісний турнір, що проходив на ґрунтових кортах у місті Мюнхен, Німеччина з 26 квітня. Належав до категорії ATP 250.

## Фінальна частина

### Одиночний розряд
Ніколоз Басілашвілі —  Ян-Леннард Штруфф 6–4, 7–6(7–5)

### Парний розряд
Веслі Колгоф /  Кевін Кравіц —  Сандер Жіє /  Йоран Вліґен 4–6, 6–4, [10–5]